# Weichafe
Weichafe (del mapuche weichafe, ‘guerrero’) es una banda de rock chilena fundada a mediados de 1996 por Marcelo Da Venezia (bajo y voz),  Angelo Pierattini (guitarra y voz) y Mauricio Hidalgo (batería).
A través de su trayectoria, han recorrido gran parte de Chile, habiendo además llevado a cabo presentaciones en importantes festivales en Argentina, como Cosquín Rock 2004 y 2005, así como variadas presentaciones en dicho país compartiendo escenario con La Renga, Carajo, entre otros.
Luego de cinco discos y variados reconocimientos, entre ellos un premio Altazor 2007, por su disco 'Harto de todo', los guerreros pudieron cumplir el sueño de sus seguidores al lanzar el ansiado disco en vivo y además el DVD de la presentación, que se lanzó al mercado como "Yo soy Weichafe", en el cual la banda otorgaba todo el reconocimiento a la gente que los acompañó siempre y así el disco-DVD se transforma en un homenaje y a sus fieles seguidores.
Luego de un año con pocas actuaciones, en octubre de 2008 decidieron terminar con la banda y anunciaron su disolución a través de su sitio web oficial. En ese tiempo realizaron un sinnúmero de presentaciones por todo Chile en las que se despidieron del público. El jueves 30 de abril de 2009 realizaron su último concierto en el Teatro Novedades.
El domingo 27 de abril de 2014 anunciaron su regreso a los escenarios, empezando el sábado 13 de diciembre de 2014 en el Teatro Caupolicán. El jueves 10 de julio de 2014, la banda se presentó en vivo en los estudios de Radio Futuro. Además de dar una entrevista, tocaron las canciones «Festín de Muecas», «Pan de La Tarde», «Pichanga», «Tres Puntas» y «Hazme Dormir». Durante la conversación los músicos comentan que les bastó con un ensayo, la tarde anterior, para retomar el ritmo y la dinámica de la banda.
El 3 de agosto del 2015, anunciaron la salida de su baterista Mauricio Hidalgo, aludiendo a asuntos internos en la banda. El baterista Roberto Ugarte asumió el puesto, tocando en varios festivales importantes en diversas ciudades de Chile, compusieron un EP llamado «La luz de un guerrero» y luego grabaron en la Ciudad de México su quinto trabajo en estudio producido por Paco Ayala, miembro fundador de la banda mexicana Molotov y con la participación especial de Ricardo Mollo, guitarra y voz de la banda argentina Divididos.
El 16 de junio de 2016, se lanzó su quinto álbum «Mundo Hostil», el primero en 9 años.
El 12 de noviembre de 2017, Roberto Ugarte anunció su salida de la banda aludiendo motivos personales que «no tienen nada que ver con la interna de la banda» [sic]. 
Weichafe alistó entonces a Diego Ormazábal, un viejo amigo de la banda y colaborador desde los inicios en los proyectos paralelos de Angelo Pierattini, grabando el EP «Nacemos libres» (2018) y preparando lo que será su sexto LP para el 2019. Desde 2017 que van girando entre México y Chile constantemente.

## Integrantes

### Formación actual
- Marcelo DaVenezia (bajo-voz) (1996-2009; 2014-presente)
- Diego Ormazábal (batería) (2017-presente)
- Angelo Pierattini (voz-guitarra) (1996-2009; 2014-presente)
- Valentín Fertorández (Teclados-sintetizador) (2019-presente)

### Antiguos miembros
- Tata Bigorra (Batería, miembro fundador) 1996-1997
- Marcos Cerda (Batería) 1998
- Mauricio Hidalgo (Batería) (1998-2009; 2014-2015)
- Roberto Ugarte (Batería) (2015-2017)

## Discografía
- Tierra oscura del Sol (1999)
- Weichafe (2002)
- Pena de ti (2004)
- Harto de todo (2006)
- Yo soy Weichafe (2007)
- La luz de un guerrero (EP, 2015)
- Mundo hostil (2016)
- Nacemos libres (EP, 2018)
- Vuelo hacia el final (2022)